# Declana sinuosa
Declana sinuosa är en fjärilsart som beskrevs av Alfred Philpott 1915. Declana sinuosa ingår i släktet Declana och familjen mätare. Inga underarter finns listade i Catalogue of Life.